# Oestrophasia thompsoni
Oestrophasia thompsoni là một loài ruồi trong họ Tachinidae.